# Temelucha kanamitsui
Temelucha kanamitsui är en stekelart som beskrevs av Setsuya Momoi 1973. Temelucha kanamitsui ingår i släktet Temelucha och familjen brokparasitsteklar. Inga underarter finns listade i Catalogue of Life.